# Estepas salinas de Toledo
Estepas salinas de Toledo este o arie protejată (arie specială de conservare — SAC, sit de importanță comunitară — SCI) din Spania întinsă pe o suprafață de 807,67 ha, integral pe uscat.

## Localizare
Centrul sitului Estepas salinas de Toledo este situat la coordonatele 39°51′04″N 3°37′01″W / 39.851°N 3.617°V.

## Înființare
Situl Estepas salinas de Toledo a fost declarat sit de importanță comunitară în decembrie 1997 pentru a proteja 1 specie de plante și 3 specii de animale. Situl a fost protejat și ca arie specială de conservare în august 2015.

## Biodiversitate
Situată în ecoregiunea mediteraneană, aria protejată conține 12 habitate naturale: Galerii de Salix alba și de Populus alba, Pășuni mediteraneene udate de apa mării (Juncetalia maritimi), Tufărișuri halo-nitrofile (Pegano-Salsoletea), Galerii și tufărișuri riverane sudice (Nerio-Tamaricetea și Securinegion tinctoriae), Pajiști umede mediteraneene cu ierburi înalte de Molinio-Holoschoenion, Salicornia și alte specii anuale care populează regiunile mlăștinoase și nisipoase, Pseudostepă cu ierburi și specii anuale de Thero-Brachypodietea, Liziere de ierburi înalte hidrofile de câmpie și de nivel montan până la alpin, Tufărișuri halofile mediteraneene și termo-atlantice (Sarcocornetea fruticosi), Vegetație gipsofilă iberică (Gypsophiletalia), Stepe sărăturate mediteraneene (Limonietalia), Tufărișuri termo-mediteraneene și de pre-deșert.
La baza desemnării sitului se află mai multe specii protejate:
- plante (1): Sisymbrium cavanillesianum
- păsări (2): șoim călător (Falco peregrinus), turturică (Streptopelia turtur)
- reptile (1): Mauremys leprosa

Pe lângă speciile protejate, pe teritoriul sitului au mai fost identificate 3 specii de plante, 7 specii de amfibieni, 11 specii de reptile.